# Ideoblothrus palauensis
Ideoblothrus palauensis är en spindeldjursart som först beskrevs av Beier 1957.  Ideoblothrus palauensis ingår i släktet Ideoblothrus och familjen spinnklokrypare. Inga underarter finns listade i Catalogue of Life.